# Ditula
Ditula is een geslacht van vlinders van de familie bladrollers (Tortricidae), uit de onderfamilie Tineinae.

## Soorten
- D. angustiorana

Zomerbladroller (Haworth, 1811)
- D. argillina (Turner, 1945)
- D. conjunctana (Walker, 1863)
- D. craterana (Meyrick, 1881)
- D. encratopis (Meyrick, 1912)
- D. epiglypta (Meyrick, 1910)
- D. hemicryptana (Meyrick, 1881)
- D. heminipha (Turner, 1916)
- D. ilyodes (Turner, 1945)
- D. incultana (Walker, 1863)
- D. iriodes (Lower, 1898)
- D. joannisiana (Ragonot, 1888)
- D. nimbifera (Turner, 1945)
- D. ochrochyta (Turner, 1916)
- D. portuosa (Meyrick, 1922)
- D. saturana (Turati, 1913)
- D. sphaltica (Meyrick, 1910)
- D. sphenotoma (Turner, 1945)